# Godynice
Godynice – wieś w Polsce położona w województwie łódzkim, w powiecie sieradzkim, w gminie Brąszewice.
Wieś królewska (tenuta) w powiecie sieradzkim województwa sieradzkiego w końcu XVI wieku.  Do 1953 roku istniała gmina Godynice. W latach 1954–1972 wieś należała i była siedzibą władz gromady Godynice. W latach 1975–1998 miejscowość administracyjnie należała do województwa sieradzkiego.
Dawniej wieś należąca do parafii w Brzeźniu do 1602 roku, kiedy to Marceli Biskupski, podkomorzy łęczycki, dziedzic wsi Starce wystawił kościół drewniany. Według "Liber beneficiorum" Jana Łaskiego (Gniezno 1880 r., t.I, s. 420) prebendarza tego kościoła uposażono połową włóki roli i 1000 zł zapisanych przez Krzysztofa Biskupskiego, a zabezpieczonych na dobrach Starce w 1641 roku i dziesięcinami z kilku wsi. 
Obecny kościół św.św. Marcina i Zofii murowany, neogotycki. W ołtarzu bocznym jest obraz Matki Bożej z Dzieciątkiem, zapewne z XVII wieku. Chrzcielnica, krucyfiks i ławka kolatorska – barokowe. Dwa krzyże procesyjne – rokokowe. Kielich z pierwszej połowy XVII wieku. Polichromie z końca lat 30. XX w. wykonane przez łódzkiego artystę-malarza Chwalisława Zielińskiego oraz art. malarkę Grażynę Żuchowską
Liczba mieszkańców wsi w 2011 roku wynosiła 663 osoby.